# Kaceřov (kraj pilzneński)
Kaceřov – miejscowość i gmina (obec) w Czechach, w kraju pilzneńskim, w powiecie Pilzno Północ. W 2022 roku liczyła 154 mieszkańców.